# بحيرة واشنطن (نيويورك)
بحيرة واشنطن، هي الخزان الاساسي لنيوبيرق، نيويورك في الولايات المتحدة. يقع في جنوب غرب المدينة. تحمل اجزاء منها والمدن المجاورة لنيوبيرق ونيوويدسور. يحمل ما يقرب من 1.5 بليون غالون أمريكي (5,700,000 م3)بليون غالون أمريكي (5,700,000م وهو مبلغ يعادل الاستهلاك السنوي للمدينة.،
يمكن الوصول إلى المرافق الترفيهية مثل حدائق النزهة للعامة في منتزة ماستيرون، بالقرب من مجرى تصريف الخزان على طول NY 207.

## تاريخ
تم توسيع بحيرة واشنطن ووضعها في الخدمة كالخزان في عام 1907، على الرغم من أنها كانت توفر المياه كالسابقها بركة مونيل، منذ عام 1852. وقد تم رفع السد عدة مرات منذ ذلك الحين لزيادة القدرة.
 في عام 2016 أعلنت المدينة لفترة وجيزة حالة طوارئ في المياه وبدأت في استخدام بركة بنيه، إمداداتها الاحتياطية، عندما تم العثور على مستويات من سلفونات البيرفلوروكتان (PFOS) بالقرب من المبادئ التوجيهية لوكالة حماية البيئة الفيدرالية من 200 جزء في التريليون (ppt) في البحيرة. ولم يعرف بعد من أين أتت السلفونات المشبع بالفلور أوكتين؛ بركة على قاعدة ستيوارت للحرس الجوي التي من خامتها الفضيه، واحدة من روافد بحيرة واشنطن، وكان مستويات 5900 ppt. إذا نفدت بركة براون قبل أن يمكن علاج التلوث، سيتعين على المدينة أن تدفع لسحب من قناة كاتسكل، وهي جزء من نظام إمدادات المياه في مدينة نيويورك.                                    

## منتزة ماسترسون
كثيرا ما حلم المقيم فرانك ماسترسون بمكان يستطيع فيه المعاقون وكبار السن والمحاربون القدامى الذهاب إلى الصيد. بعد وفاته في عام 1973، قرر اصدقاؤه تكريم ذكراه بأنشاء هذه منتزة بعد وفاته وافتتحت في العام التالي.
تديرها اداره ترفيهيه بالمدينة وهي تسمح بالصيد من الساعة 6 صباحًا حتى 6 مساءً سمك السلمون المرقط والبيكيلر من بين الأخرى، يمكن استئجار القوارب مقابل 6-14 دولار.